# Seznam hradů a zámků v Litvě
Většina z litevských nejstarších hradů byla dřevěná a do současnosti se nedochovala. 
Všechny ostatní hrady a zámky byly od 13. století stavěny z kamene a(nebo) z cihel.

## Seznam hradů a zámků (včetně zřícenin) v Litvě
Tento seznam není úplný.
| Obrázek               | Název                             | Postaven    | Lokalita       | Současný stav    |
| --------------------- | --------------------------------- | ----------- | -------------- | ---------------- |
| Obrázek není dostupný | Baltadvaris (zámek)               | 16. století | Baltadvaris    | Zřícenina        |
|                       | Biržai (zámek)                    | 1586        | Biržai         | Částečně obnoven |
|                       | Dubingiai (hrad)                  | 1412-1413   | Dubingiai      | Zřícenina        |
|                       | Kaunaský hrad                     | 14. století | Kaunas         | Částečně obnoven |
|                       | Klaipėdský hrad                   | 1252        | Klaipėda       | Zřícenina        |
|                       | Medininkai (hrad)                 | 13. století | Medininkai     | Částečně obnoven |
|                       | Norviliškės (hrad)                | 16. století | Norviliškės    | Renovován        |
|                       | Panemunė (hrad)                   | 17. století | Vytėnai        |                  |
|                       | Raudondvaris (hrad)               | 17. století | Raudondvaris   |                  |
|                       | Raudonė (hrad)                    | 16. století | Raudonė        |                  |
|                       | Rokantiškės (hrad)                | 16. století | Naujoji Vilnia | Zřícenina        |
|                       | Siesikai (zámek)                  | 16. století | Siesikai       | Renovován        |
|                       | Senieji Trakai (hrad)             | 14. století | Senieji Trakai | Zřícenina        |
|                       | Hrad na Trakajském ostrově        | 14. století | Trakai         | Renovován        |
|                       | Hrad na Trakajském poloostrově    | 14. století | Trakai         | Částečně obnoven |
|                       | Gedimino pilis (hrad ve Vilniusu) | 14. století | Vilnius        | Částečně obnoven |